# Асортимент
Асортимéнт (фр. assortiment — набір, комплект) —
1. Склад і співвідношення окремих видів продукції підприємства, галузі виробництва або групи товарів. Асортимент продукції характеризує її склад щодо сортності та якості.
2. Набір різних груп, видів і сортів товарів, об'єднані за споживчою, торговою або виробничою ознакою, які реалізуються суб'єктом господарювання на об'єкти торгівлі.

Термін асортимент застосовується здебільшого для товарів народного вжитку. Виробничо-технічна продукція і надання послуг визначаються терміном номенклатура.
Асортимент буває гуртовий та роздрібний. Гуртовий асортимент сформований (згрупований) за певними ознаками — товарознавчими, за принципом комплексного споживання товарів чи за потребами певних соціальних груп споживачів (товари культурно-побутового призначення, товари для спорту, товари побутової хімії тощо). Розрізняють асортиментні набори товарів: торговий набір — для окремого магазину, його секції, відділів торговельної організації.
У торговій практиці вживають поняття (термін) поліпшення асортименту товарів: за рахунок внутрішньогрупових змін — збільшення у загальному асортименті питомої ваги товарів, які більшою мірою відповідають попиту населення, вищої якості, з кращими споживчими властивостями, з дотриманням гігієни, екології тощо.
Насичення товарного асортименту — збільшення різновидів товару за рахунок додавання нових моделей до наявних.